# Лесино (Брестская область)
Ле́сино (бел. Ле́сіна) — деревня в Барановичском районе Брестской области Белоруссии. Входит в состав Леснянского сельсовета. Население — 44 человека (2019).

## География
Расположена в 14 км (15 км по автодорогам) к юго-западу от центра Барановичей, в 1,6 км к северо-востоку от железнодорожной станции Грицевец и в 9 км (13,5 км по автодорогам) к северо-востоку от центра сельсовета и железнодорожной станции Лесная на линии Барановичи—Брест.

## История
На карте 1910 года на месте деревни находится урочище Цегельня. В списке 1909 года обозначена как хутор Цегельня Новомышской волости Новогрудского уезда Минской губернии с 6 дворами.
Согласно Рижскому мирному договору (1921) населённый пункт вошёл в состав межвоенной Польши, где принадлежал гмине Новая Мышь Барановичского повета Новогрудского воеводства. По переписи 1921 года в застенке Цегельня числилось 7 жилых зданий, в которых проживал 51 человек (28 мужчин, 23 женщины), все поляки (из них 31 римский католик и 20 православных).
С 1939 года — деревня в составе БССР. С 15 января 1940 года в Новомышском районе Барановичской, с 8 января 1954 года Брестской областей. 8 апреля 1957 года район переименован в Барановичский. С конца июня 1941 по июль 1944 года была оккупирована немецко-фашистскими захватчиками. На фронтах войны погибли 2 сельчанина.

## Население
По состоянию на 1 января 2023 года в деревне проживало 55 человек в 36 хозяйствах.
| Численность населения (по переписи) | Численность населения (по переписи) | Численность населения (по переписи) | Численность населения (по переписи) | Численность населения (по переписи) | Численность населения (по переписи) | Численность населения (по переписи) |
| 1909                                | 1921                                | 1939                                | 1970                                | 1999                                | 2009                                | 2019                                |
| ----------------------------------- | ----------------------------------- | ----------------------------------- | ----------------------------------- | ----------------------------------- | ----------------------------------- | ----------------------------------- |
| 32                                  | ↗51                                 | ↗76                                 | ↗188                                | ↘138                                | ↘80                                 | ↘44                                 |

## Инфраструктура
К югу от деревни находится небольшое деревообрабатывающее предприятие, с северо-запада к деревне примыкает промышленная база «Лесино». В частности, там находится асфальтобетонный завод. К западу от промбазы находится Барановичская газонаполнительная станция и новое городское кладбище. В 2020-х годах был построен завод по производству топливных пеллет. До недавнего времени действовал магазин.